# Кронсгард
Кронсгард (нем. Kronsgaard) — община в Германии, в земле Шлезвиг-Гольштейн.
Входит в состав района Шлезвиг-Фленсбург. Подчиняется управлению Гельтинг. Население составляет 234 человека (на 31 декабря 2010 года). Занимает площадь 5,92 км².